# Đurđica Čilić
Đurđica Čilić (Livno, 17. srpnja 1975.), hrvatska književnica, prevoditeljica i polonistica iz Bosne i Hercegovine.

## Životopis
Rođena je u Livnu, a odrasla u Vitezu, u središnjoj Bosni. Na Filozofskom fakultetu Sveučilišta u Zagrebu završila je studij polonistike i kroatistike, a na istom je fakultetu doktorirala 2010. godine. Na zagrebačkom Filozofskom fakultetu radi kao izvanredna profesorica na Katedri za poljski jezik i književnost.
Autorica je više stručnih i znanstvenih radova o poljskoj književnosti 20. stoljeća te znanstvene studije iz 2020. Tri lica autora: Mitosz, Różewicz i Herbert. Roman prvijenac Fafarikul objavljen je 2020. godine. 
Prevodi s poljskog jezika.
Potpisnca je Deklaracije o zajedničkom jeziku u kojoj se tvrdi da se u Hrvatskoj, Bosni i Hercegovini, Srbiji i Crnoj Gori govore nacionalne standardne varijante zajedničkog policentričnog standardnog jezika.

## Djela
- Tri lica autora: Mitosz, Różewicz i Herbert, 2020.
- Fafarikul, 2020.
- Novi kraj, 2022.

## Vanjske poveznice
- dr.sc. Đurđica Čilić, izv. prof. na ffzg.hr